# Beurey-Bauguay
Beurey-Bauguay település Franciaországban, Côte-d’Or megyében. Lakosainak száma 120 fő (2022. január 1.). Beurey-Bauguay Chailly-sur-Armançon, Allerey, Sussey, Arconcey és Marcilly-Ogny községekkel határos.

## Népesség
A település népességének változása:
| Lakosok száma | 123  | 80   | 86   | 128  | 140  | 136  | 110  | 104  | 101  | 120  |
|               | 1968 | 1982 | 1990 | 2006 | 2013 | 2015 | 2017 | 2019 | 2020 | 2022 |